# Hotel Jaume Petit
L'Hotel Jaume Petit és un edifici del municipi de Begues (Baix Llobregat). És una obra que inclosa en l'Inventari del Patrimoni Arquitectònic de Catalunya.
El senyor Jaume Petit va fer construir aquest hotel a principis del segle xx. Fou un home que ajudà al creixement del municipi. Va organitzar el primer transport públic de Begues a Barcelona. Va crear una fundació per a sordmuts entre els anys 1928-1930.

## Descripció
És un edifici cantoner, envoltat de jardí i de planta rectangular. Consta de planta baixa, pis i coberta a dues vessants de teula àrab. Del conjunt compositiu cal remarcar els elements ornamentals amb motius ondulats i florals. Al primer pis hi ha un balcó corregut, de ferro forjat i amb una sanefa d'aplacat ceràmic.
Hi ha una escalinata d'accés a la primera planta, i terrassa volada amb estructura de foneria i coberta, a quatre vessants, vidriada de colors. Obra de fusta i persianes de llibret. El jardí presenta tanca d'obra, amb reixes de ferro forjat igual que la porta a més d'hídries ornades.